# Powiat de Środa Śląska
Le powiat de Środa Śląska (en polonais : powiat średzki) est un powiat appartenant à la voïvodie de Basse-Silésie dans le sud-ouest de la Pologne.

## Division administrative
Le powiat comprend 5 communes :
- Communes urbaines-rurales : Środa Śląska
- Communes rurales : Kostomłoty, Malczyce, Miękinia, Udanin